# Бюро шифрів
Бюро шифрів ([ˈbʲurɔ ˈʂɨfruf] д·і, пол. Biuro Szyfrów) — спеціальний підрозділ польської військової розвідки (Другого відділу Генерального штабу Війська Польського) існував в 1930-х — 1940-х роках і яке працював над проблемами криптографії (використання шифрів та кодів) і криптоанализу (вивчення шифрів та кодів, особливо з метою їх «злому»).
Попередником Бюро була «секція шифрів» (пол. Sekcja Szyfrów). Створена в травні 1919 року під час Польсько-радянської війни (1919—1921), вона грала життєво важливу роль у забезпеченні виживання Польщі в цій війні. Саме Бюро було сформовано в середині 1930 року внаслідок злиття вже існуючих в другому відділі Генерального штабу секторів, спочатку для того, щоб вести боротьбу з передовими німецькими системами радіозв'язку. Основною діяльністю Бюро стала робота в галузі криптоаналізу німецьких, а також радянських систем шифрування.
У грудні 1932 року Бюро почало займатися зломом шифрів німецької «Енігми». Протягом наступних семи років польські криптологи активно займалися вивченням принципу роботи машини та долали нові удосконалення в пристроях та алгоритмах роботи «Енігми». Польські фахівці зіграли найважливішу роль у розшифровці «Енігми». Про методи та обладнанні, розроблені в Бюро, було повідомлено 25 липня 1939 представникам французької та британської військових розвідок. Ці відомості та технології дали союзникам величезну перевагу при реалізації їхніх власних криптографічних проектів (Наприклад, у британській операції Ultra). Бюро також активно займалося зломом радянської криптографії.